# Hillat al-Arab
Koordinaten: 18° 30′ 33,6″ N, 31° 48′ 30,8″ O
Hillat al-Arab (auch Hillat el-Arab) ist ein Dorf, das im heutigen Sudan, etwa drei Kilometer südlich vom Berg Barkal liegt. Hier wurde von einer italienisch-sudanesischen Expedition ein Friedhof entdeckt, der in die Zeit von etwa 1200 bis 750 v. Chr. datiert. Dieser Fundort ist von besonderer Bedeutung, da aus dieser Zeit nur sehr wenige Reste aus Nubien bekannt sind. Viele Grabanlagen datieren in die Zeit kurz vor Beginn des Reiches von Kusch.
Bei den Anlagen von Hillat al-Arab handelt es sich um rund zwanzig in den Fels gehauene Gräber, die jeweils aus mehreren Räumen bestehen und für verschiedene Tote gedacht waren. Grab 7 fand sich weitgehend unberaubt, da die Decke der Hauptkammer schon im Altertum eingestürzt war. Es handelt sich anscheinend um den Bestattungsort einer lokalen, wohlhabenden Oberschicht.
Die Grabkammer von Grab 1 war sogar in einem eher primitiven Stil ausgemalt. An Beigaben fanden sich vor allem Gefäße und Schmuck. Die Keramik aus den ältesten Grabanlagen ist weitestgehend ägyptisch. Zu dieser Zeit war das Gebiet unter ägyptischer Herrschaft, auch wenn angenommen wird, dass diese Herrschaft eher lose war. Das Gebiet um den Berg Barkal bildete die südliche Grenze des ägyptischen Reiches. Auch in der Folgezeit ist weiterhin starker ägyptischer Einfluss zu beobachten. Viele Gefäße und Schmuck wurden anscheinend direkt aus Ägypten importiert, obwohl das Gebiet wohl kaum noch unter dessen Herrschaft stand. Grab 19 war von besonderem Interesse, da es über Jahrhunderte benutzt wurde. Die untersten Schichten stammen aus dem ägyptischen Neuen Reich, die obersten, späteren Bestattungen enthielten Objekte und vor allem Keramik, die schon sehr der kuschitischen ähnelt.